# Відкритий чемпіонат Бразилії з тенісу 1999
Відкритий чемпіонат Бразилії з тенісу 1999 — жіночий тенісний турнір, що проходив на відкритих кортах з ґрунтовим покриттям у Сан-Паулу (Бразилія). Належав до турнірів 4-ї категорії в рамках Туру WTA 1999. Тривав з 4 до 10 жовтня 1999 року. Фабіола Сулуага здобула титул в одиночному розряді.  

## Учасниці

### Сіяні учасниці
| Країна     | Гравчиня                | Рейтинг | Сіяна |
| ---------- | ----------------------- | ------- | ----- |
| Ізраїль    | Анна Смашнова           | 46      | 1     |
| Іспанія    | Крістіна Торренс-Валеро | 51      | 2     |
| Колумбія   | Фабіола Сулуага         | 52      | 3     |
| Іспанія    | Гала Леон Гарсія        | 54      | 4     |
| Аргентина  | Паола Суарес            | 57      | 5     |
| Нідерланди | Аманда Гопманс          | 93      | 6     |
| Угорщина   | Ріта Куті-Кіш           | 91      | 7     |
| Нідерланди | Седа Норландер          | 95      | 8     |

### Інші учасниці
Нижче подано учасниць, що отримали вайлд-кард на вихід в основну сітку:
- Жоана Кортез
- Ванесса Менга

Нижче наведено учасниць, що отримали вайлдкард на участь в основній сітці в парному розряді:
- Міріам Д'Агостіні /  Ларісса Шерер

Нижче наведено учасниць, що пробились в основну сітку через стадію кваліфікації в одиночному розряді:
- Хісела Рієра
- Маріана Меса
- Россана де лос Ріос
- Айнхоа Гоньї Бланко

Нижче наведено учасниць, що пробились в основну сітку через стадію кваліфікації в парному розряді:
- Маріана Меса /  Роміна Оттобоні

## Переможниці та фіналістки

### Одиночний розряд
Фабіола Сулуага —  Патріція Вартуш, 7–5, 4–6, 7–5
- Для Сулуаги це був другий титул за сезон і за кар'єру.

### Парний розряд
Лаура Монтальво /  Паола Суарес —  Жанетта Гусарова /  Флоренсія Лабат, 6–7(7–9), 7–5, 7–5